# Campeonato Brasileiro de Futebol de 2015 - Série A
A Série A do Campeonato Brasileiro de Futebol de 2015, oficialmente Brasileirão Chevrolet 2015 – Série A por motivos de patrocínio, foi a 60.ª edição da principal divisão do futebol brasileiro. A disputa teve o mesmo regulamento dos anos anteriores, quando foi implementado o sistema de pontos corridos. Os jogos não tiveram pausa durante a Copa América de 2015, que foi realizada entre 11 de junho e 4 de julho no Chile.
Esta foi a edição com menos clubes nordestinos na história dos pontos corridos, com apenas o Sport como representante, igualando-se às edições de 2004 e 2005, que tinham somente Vitória e Fortaleza, respectivamente. Por outro lado, o estado de Santa Catarina teve o maior número de representantes da história dos pontos corridos, com quatro clubes: Avaí, Chapecoense, Figueirense e Joinville. O estado de São Paulo possuiu o maior número de equipes, com cinco no total: Corinthians, Palmeiras, Ponte Preta, Santos e São Paulo.
O título brasileiro foi definido com três rodadas de antecedência, quando o Corinthians foi declarado campeão ao empatar com o Vasco da Gama por 1–1, no Rio de Janeiro. Foi a sexta conquista do clube paulista na história. Além do campeão Corinthians e do previamente classificado Palmeiras – campeão defensor da Copa do Brasil – Atlético Mineiro e Grêmio se classificaram diretamente à segunda fase da Copa Libertadores da América de 2016. O São Paulo, quarto colocado do campeonato, também garantiu a classificação, porém, para a fase preliminar, onde duas equipes se enfrentam em partidas de ida e volta a fim de participar da fase de grupos do torneio continental.
Dentre os rebaixados à Série B de 2016, o Joinville foi o primeiro clube a confirmar o descenso após perder em casa para o Vasco da Gama por 2–1, na 36ª rodada. Os outros times rebaixados foram definidos apenas na última rodada: o Avaí empatou com o Corinthians por 1–1, na Arena Corinthians; o Vasco empatou sem gols contra o Coritiba, no Couto Pereira; enquanto o Goiás foi derrotado pelo São Paulo por 1–0 em pleno Serra Dourada.

## Regulamento
A Série A é disputada por 20 clubes em dois turnos. Em cada turno, todos os times jogam entre si uma única vez. Os jogos do segundo turno serão realizados na mesma ordem do primeiro, apenas com o mando de campo invertido. Não há campeões por turnos, sendo declarado campeão brasileiro o time que obtiver o maior número de pontos após as 38 rodadas. Os quatro primeiros colocados garantem vaga na Copa Libertadores da América de 2016 e os quatro últimos serão rebaixados para a Série B do ano seguinte.

### Critérios de desempate
Em caso de empate por pontos entre dois clubes, os critérios de desempate seriam aplicados na seguinte ordem:
1. Número de vitórias;
2. Saldo de gols;
3. Gols pró;
4. Confronto direto;
5. Menor número de cartões vermelhos;
6. Menor número de cartões amarelos;
7. Sorteio.

Com relação ao quarto critério (confronto direto), considera-se o resultado dos jogos somados, ou seja, o resultado de 180 minutos. Permanecendo o empate, o desempate se daria pelo maior número de gols marcados no campo do adversário. O quarto critério não seria considerado no caso de empate entre mais de dois clubes.

## Participantes
| Equipe              | Cidade         | Estado | Em 2014      | Estádio (mando)                           | Capacidade    | Títulos                                                     |
| ------------------- | -------------- | ------ | ------------ | ----------------------------------------- | ------------- | ----------------------------------------------------------- |
| Atlético Mineiro    | Belo Horizonte | MG     | 5º           | Independência                             | 23 018        | 2 (1937, 1971)                                              |
| Atlético Paranaense | Curitiba       | PR     | 8º           | Arena da Baixada                          | 42 372        | 1 (2001)                                                    |
| Avaí                | Florianópolis  | SC     | 4º (Série B) | Ressacada                                 | 17 826        | 0 (não possui)                                              |
| Chapecoense         | Chapecó        | SC     | 15º          | Arena Condá                               | 19 325        | 0 (não possui)                                              |
| Corinthians         | São Paulo      | SP     | 4º           | Arena Corinthians                         | 47 605        | 5 (1990, 1998, 1999, 2005, 2011)                            |
| Coritiba            | Curitiba       | PR     | 14º          | Couto Pereira                             | 40 502        | 1 (1985)                                                    |
| Cruzeiro            | Belo Horizonte | MG     | 1º           | Mineirão                                  | 61 846        | 4 (1966, 2003, 2013, 2014)                                  |
| Figueirense         | Florianópolis  | SC     | 13º          | Orlando Scarpelli                         | 19 584        | 0 (não possui)                                              |
| Flamengo            | Rio de Janeiro | RJ     | 10º          | Maracanã                                  | 78 838        | 5 (1980, 1982, 1983, 1992, 2009)                            |
| Fluminense          | Rio de Janeiro | RJ     | 6º           | Maracanã                                  | 78 838        | 4 (1970, 1984, 2010, 2012)                                  |
| Goiás               | Goiânia        | GO     | 12º          | Serra Dourada                             | 42 000        | 0 (não possui)                                              |
| Grêmio              | Porto Alegre   | RS     | 7º           | Arena do Grêmio                           | 56 500        | 2 (1981, 1996)                                              |
| Internacional       | Porto Alegre   | RS     | 3º           | Beira-Rio                                 | 56 000        | 3 (1975, 1976, 1979)                                        |
| Joinville           | Joinville      | SC     | 1º (Série B) | Arena Joinville                           | 20 160        | 0 (não possui)                                              |
| Palmeiras           | São Paulo      | SP     | 16º          | Allianz Parque                            | 45 000        | 8 (1960, 1967[TB], 1967[RGP], 1969, 1972, 1973, 1993, 1994) |
| Ponte Preta         | Campinas       | SP     | 2º (Série B) | Moisés Lucarelli                          | 17 728        | 0 (não possui)                                              |
| Santos              | Santos         | SP     | 9º           | Vila Belmiro                              | 16 068        | 8 (1961, 1962, 1963, 1964, 1965, 1968[RGP], 2002, 2004)     |
| São Paulo           | São Paulo      | SP     | 2º           | Morumbi                                   | 66 795        | 6 (1977, 1986, 1991, 2006, 2007, 2008)                      |
| Sport               | Recife         | PE     | 11º          | Ilha do Retiro[SPT] Arena Pernambuco[SPT] | 32 983 44 300 | 1 (1987)                                                    |
| Vasco da Gama       | Rio de Janeiro | RJ     | 3º (Série B) | São Januário[VAS] Maracanã[VAS]           | 21 880 78 838 | 4 (1974, 1989, 1997, 2000)                                  |

Notas
- RGP. ^ Torneio Roberto Gomes Pedrosa
- TB. ^ Taça Brasil
- SPT. ^  O Sport dividiu seus mandos de campo entre a Ilha do Retiro e a Arena Pernambuco.[23][24]
- VAS. ^  A partir da 17ª rodada, o Vasco da Gama passou a mandar seus jogos no Maracanã. Na 35ª rodada, porém, voltou a jogar em São Januário.[25][22]

## Estádios
| Atlético Mineiro | Atlético Paranaense | Avaí | Chapecoense | Corinthians | Coritiba           |
| Independência | Arena da Baixada | Ressacada | Arena Condá | Arena Corinthians | Couto Pereira      |
| Capacidade: 23 018 | Capacidade: 42 372 | Capacidade: 17 826 | Capacidade: 19 325 | Capacidade: 47 605 | Capacidade: 40 502 |
| | | | | |                    |
| Cruzeiro | \| Atlético-MG Atlético-PR Avaí Chapecoense Coritiba Cruzeiro Figueirense Goiás Grêmio Internacional Joinville Ponte Preta Santos Sport São Paulo Rio de Janeiro Rio de Janeiro: Flamengo Fluminense Vasco São Paulo: Corinthians São Paulo PalmeirasLocalização das equipes participantes da Série A de 2015. \| | \| Atlético-MG Atlético-PR Avaí Chapecoense Coritiba Cruzeiro Figueirense Goiás Grêmio Internacional Joinville Ponte Preta Santos Sport São Paulo Rio de Janeiro Rio de Janeiro: Flamengo Fluminense Vasco São Paulo: Corinthians São Paulo PalmeirasLocalização das equipes participantes da Série A de 2015. \| | \| Atlético-MG Atlético-PR Avaí Chapecoense Coritiba Cruzeiro Figueirense Goiás Grêmio Internacional Joinville Ponte Preta Santos Sport São Paulo Rio de Janeiro Rio de Janeiro: Flamengo Fluminense Vasco São Paulo: Corinthians São Paulo PalmeirasLocalização das equipes participantes da Série A de 2015. \| | \| Atlético-MG Atlético-PR Avaí Chapecoense Coritiba Cruzeiro Figueirense Goiás Grêmio Internacional Joinville Ponte Preta Santos Sport São Paulo Rio de Janeiro Rio de Janeiro: Flamengo Fluminense Vasco São Paulo: Corinthians São Paulo PalmeirasLocalização das equipes participantes da Série A de 2015. \| | Figueirense        |
| Mineirão | \| Atlético-MG Atlético-PR Avaí Chapecoense Coritiba Cruzeiro Figueirense Goiás Grêmio Internacional Joinville Ponte Preta Santos Sport São Paulo Rio de Janeiro Rio de Janeiro: Flamengo Fluminense Vasco São Paulo: Corinthians São Paulo PalmeirasLocalização das equipes participantes da Série A de 2015. \| | \| Atlético-MG Atlético-PR Avaí Chapecoense Coritiba Cruzeiro Figueirense Goiás Grêmio Internacional Joinville Ponte Preta Santos Sport São Paulo Rio de Janeiro Rio de Janeiro: Flamengo Fluminense Vasco São Paulo: Corinthians São Paulo PalmeirasLocalização das equipes participantes da Série A de 2015. \| | \| Atlético-MG Atlético-PR Avaí Chapecoense Coritiba Cruzeiro Figueirense Goiás Grêmio Internacional Joinville Ponte Preta Santos Sport São Paulo Rio de Janeiro Rio de Janeiro: Flamengo Fluminense Vasco São Paulo: Corinthians São Paulo PalmeirasLocalização das equipes participantes da Série A de 2015. \| | \| Atlético-MG Atlético-PR Avaí Chapecoense Coritiba Cruzeiro Figueirense Goiás Grêmio Internacional Joinville Ponte Preta Santos Sport São Paulo Rio de Janeiro Rio de Janeiro: Flamengo Fluminense Vasco São Paulo: Corinthians São Paulo PalmeirasLocalização das equipes participantes da Série A de 2015. \| | Orlando Scarpelli  |
| Capacidade: 61 846 | \| Atlético-MG Atlético-PR Avaí Chapecoense Coritiba Cruzeiro Figueirense Goiás Grêmio Internacional Joinville Ponte Preta Santos Sport São Paulo Rio de Janeiro Rio de Janeiro: Flamengo Fluminense Vasco São Paulo: Corinthians São Paulo PalmeirasLocalização das equipes participantes da Série A de 2015. \| | \| Atlético-MG Atlético-PR Avaí Chapecoense Coritiba Cruzeiro Figueirense Goiás Grêmio Internacional Joinville Ponte Preta Santos Sport São Paulo Rio de Janeiro Rio de Janeiro: Flamengo Fluminense Vasco São Paulo: Corinthians São Paulo PalmeirasLocalização das equipes participantes da Série A de 2015. \| | \| Atlético-MG Atlético-PR Avaí Chapecoense Coritiba Cruzeiro Figueirense Goiás Grêmio Internacional Joinville Ponte Preta Santos Sport São Paulo Rio de Janeiro Rio de Janeiro: Flamengo Fluminense Vasco São Paulo: Corinthians São Paulo PalmeirasLocalização das equipes participantes da Série A de 2015. \| | \| Atlético-MG Atlético-PR Avaí Chapecoense Coritiba Cruzeiro Figueirense Goiás Grêmio Internacional Joinville Ponte Preta Santos Sport São Paulo Rio de Janeiro Rio de Janeiro: Flamengo Fluminense Vasco São Paulo: Corinthians São Paulo PalmeirasLocalização das equipes participantes da Série A de 2015. \| | Capacidade: 19 584 |
| | \| Atlético-MG Atlético-PR Avaí Chapecoense Coritiba Cruzeiro Figueirense Goiás Grêmio Internacional Joinville Ponte Preta Santos Sport São Paulo Rio de Janeiro Rio de Janeiro: Flamengo Fluminense Vasco São Paulo: Corinthians São Paulo PalmeirasLocalização das equipes participantes da Série A de 2015. \| | \| Atlético-MG Atlético-PR Avaí Chapecoense Coritiba Cruzeiro Figueirense Goiás Grêmio Internacional Joinville Ponte Preta Santos Sport São Paulo Rio de Janeiro Rio de Janeiro: Flamengo Fluminense Vasco São Paulo: Corinthians São Paulo PalmeirasLocalização das equipes participantes da Série A de 2015. \| | \| Atlético-MG Atlético-PR Avaí Chapecoense Coritiba Cruzeiro Figueirense Goiás Grêmio Internacional Joinville Ponte Preta Santos Sport São Paulo Rio de Janeiro Rio de Janeiro: Flamengo Fluminense Vasco São Paulo: Corinthians São Paulo PalmeirasLocalização das equipes participantes da Série A de 2015. \| | \| Atlético-MG Atlético-PR Avaí Chapecoense Coritiba Cruzeiro Figueirense Goiás Grêmio Internacional Joinville Ponte Preta Santos Sport São Paulo Rio de Janeiro Rio de Janeiro: Flamengo Fluminense Vasco São Paulo: Corinthians São Paulo PalmeirasLocalização das equipes participantes da Série A de 2015. \| |                    |
| Flamengo | \| Atlético-MG Atlético-PR Avaí Chapecoense Coritiba Cruzeiro Figueirense Goiás Grêmio Internacional Joinville Ponte Preta Santos Sport São Paulo Rio de Janeiro Rio de Janeiro: Flamengo Fluminense Vasco São Paulo: Corinthians São Paulo PalmeirasLocalização das equipes participantes da Série A de 2015. \| | \| Atlético-MG Atlético-PR Avaí Chapecoense Coritiba Cruzeiro Figueirense Goiás Grêmio Internacional Joinville Ponte Preta Santos Sport São Paulo Rio de Janeiro Rio de Janeiro: Flamengo Fluminense Vasco São Paulo: Corinthians São Paulo PalmeirasLocalização das equipes participantes da Série A de 2015. \| | \| Atlético-MG Atlético-PR Avaí Chapecoense Coritiba Cruzeiro Figueirense Goiás Grêmio Internacional Joinville Ponte Preta Santos Sport São Paulo Rio de Janeiro Rio de Janeiro: Flamengo Fluminense Vasco São Paulo: Corinthians São Paulo PalmeirasLocalização das equipes participantes da Série A de 2015. \| | \| Atlético-MG Atlético-PR Avaí Chapecoense Coritiba Cruzeiro Figueirense Goiás Grêmio Internacional Joinville Ponte Preta Santos Sport São Paulo Rio de Janeiro Rio de Janeiro: Flamengo Fluminense Vasco São Paulo: Corinthians São Paulo PalmeirasLocalização das equipes participantes da Série A de 2015. \| | Fluminense         |
| Maracanã | \| Atlético-MG Atlético-PR Avaí Chapecoense Coritiba Cruzeiro Figueirense Goiás Grêmio Internacional Joinville Ponte Preta Santos Sport São Paulo Rio de Janeiro Rio de Janeiro: Flamengo Fluminense Vasco São Paulo: Corinthians São Paulo PalmeirasLocalização das equipes participantes da Série A de 2015. \| | \| Atlético-MG Atlético-PR Avaí Chapecoense Coritiba Cruzeiro Figueirense Goiás Grêmio Internacional Joinville Ponte Preta Santos Sport São Paulo Rio de Janeiro Rio de Janeiro: Flamengo Fluminense Vasco São Paulo: Corinthians São Paulo PalmeirasLocalização das equipes participantes da Série A de 2015. \| | \| Atlético-MG Atlético-PR Avaí Chapecoense Coritiba Cruzeiro Figueirense Goiás Grêmio Internacional Joinville Ponte Preta Santos Sport São Paulo Rio de Janeiro Rio de Janeiro: Flamengo Fluminense Vasco São Paulo: Corinthians São Paulo PalmeirasLocalização das equipes participantes da Série A de 2015. \| | \| Atlético-MG Atlético-PR Avaí Chapecoense Coritiba Cruzeiro Figueirense Goiás Grêmio Internacional Joinville Ponte Preta Santos Sport São Paulo Rio de Janeiro Rio de Janeiro: Flamengo Fluminense Vasco São Paulo: Corinthians São Paulo PalmeirasLocalização das equipes participantes da Série A de 2015. \| | Maracanã           |
| Capacidade: 78 838 | \| Atlético-MG Atlético-PR Avaí Chapecoense Coritiba Cruzeiro Figueirense Goiás Grêmio Internacional Joinville Ponte Preta Santos Sport São Paulo Rio de Janeiro Rio de Janeiro: Flamengo Fluminense Vasco São Paulo: Corinthians São Paulo PalmeirasLocalização das equipes participantes da Série A de 2015. \| | \| Atlético-MG Atlético-PR Avaí Chapecoense Coritiba Cruzeiro Figueirense Goiás Grêmio Internacional Joinville Ponte Preta Santos Sport São Paulo Rio de Janeiro Rio de Janeiro: Flamengo Fluminense Vasco São Paulo: Corinthians São Paulo PalmeirasLocalização das equipes participantes da Série A de 2015. \| | \| Atlético-MG Atlético-PR Avaí Chapecoense Coritiba Cruzeiro Figueirense Goiás Grêmio Internacional Joinville Ponte Preta Santos Sport São Paulo Rio de Janeiro Rio de Janeiro: Flamengo Fluminense Vasco São Paulo: Corinthians São Paulo PalmeirasLocalização das equipes participantes da Série A de 2015. \| | \| Atlético-MG Atlético-PR Avaí Chapecoense Coritiba Cruzeiro Figueirense Goiás Grêmio Internacional Joinville Ponte Preta Santos Sport São Paulo Rio de Janeiro Rio de Janeiro: Flamengo Fluminense Vasco São Paulo: Corinthians São Paulo PalmeirasLocalização das equipes participantes da Série A de 2015. \| | Capacidade: 78 838 |
| | \| Atlético-MG Atlético-PR Avaí Chapecoense Coritiba Cruzeiro Figueirense Goiás Grêmio Internacional Joinville Ponte Preta Santos Sport São Paulo Rio de Janeiro Rio de Janeiro: Flamengo Fluminense Vasco São Paulo: Corinthians São Paulo PalmeirasLocalização das equipes participantes da Série A de 2015. \| | \| Atlético-MG Atlético-PR Avaí Chapecoense Coritiba Cruzeiro Figueirense Goiás Grêmio Internacional Joinville Ponte Preta Santos Sport São Paulo Rio de Janeiro Rio de Janeiro: Flamengo Fluminense Vasco São Paulo: Corinthians São Paulo PalmeirasLocalização das equipes participantes da Série A de 2015. \| | \| Atlético-MG Atlético-PR Avaí Chapecoense Coritiba Cruzeiro Figueirense Goiás Grêmio Internacional Joinville Ponte Preta Santos Sport São Paulo Rio de Janeiro Rio de Janeiro: Flamengo Fluminense Vasco São Paulo: Corinthians São Paulo PalmeirasLocalização das equipes participantes da Série A de 2015. \| | \| Atlético-MG Atlético-PR Avaí Chapecoense Coritiba Cruzeiro Figueirense Goiás Grêmio Internacional Joinville Ponte Preta Santos Sport São Paulo Rio de Janeiro Rio de Janeiro: Flamengo Fluminense Vasco São Paulo: Corinthians São Paulo PalmeirasLocalização das equipes participantes da Série A de 2015. \| |                    |
| Goiás | \| Atlético-MG Atlético-PR Avaí Chapecoense Coritiba Cruzeiro Figueirense Goiás Grêmio Internacional Joinville Ponte Preta Santos Sport São Paulo Rio de Janeiro Rio de Janeiro: Flamengo Fluminense Vasco São Paulo: Corinthians São Paulo PalmeirasLocalização das equipes participantes da Série A de 2015. \| | \| Atlético-MG Atlético-PR Avaí Chapecoense Coritiba Cruzeiro Figueirense Goiás Grêmio Internacional Joinville Ponte Preta Santos Sport São Paulo Rio de Janeiro Rio de Janeiro: Flamengo Fluminense Vasco São Paulo: Corinthians São Paulo PalmeirasLocalização das equipes participantes da Série A de 2015. \| | \| Atlético-MG Atlético-PR Avaí Chapecoense Coritiba Cruzeiro Figueirense Goiás Grêmio Internacional Joinville Ponte Preta Santos Sport São Paulo Rio de Janeiro Rio de Janeiro: Flamengo Fluminense Vasco São Paulo: Corinthians São Paulo PalmeirasLocalização das equipes participantes da Série A de 2015. \| | \| Atlético-MG Atlético-PR Avaí Chapecoense Coritiba Cruzeiro Figueirense Goiás Grêmio Internacional Joinville Ponte Preta Santos Sport São Paulo Rio de Janeiro Rio de Janeiro: Flamengo Fluminense Vasco São Paulo: Corinthians São Paulo PalmeirasLocalização das equipes participantes da Série A de 2015. \| | Grêmio             |
| Serra Dourada | \| Atlético-MG Atlético-PR Avaí Chapecoense Coritiba Cruzeiro Figueirense Goiás Grêmio Internacional Joinville Ponte Preta Santos Sport São Paulo Rio de Janeiro Rio de Janeiro: Flamengo Fluminense Vasco São Paulo: Corinthians São Paulo PalmeirasLocalização das equipes participantes da Série A de 2015. \| | \| Atlético-MG Atlético-PR Avaí Chapecoense Coritiba Cruzeiro Figueirense Goiás Grêmio Internacional Joinville Ponte Preta Santos Sport São Paulo Rio de Janeiro Rio de Janeiro: Flamengo Fluminense Vasco São Paulo: Corinthians São Paulo PalmeirasLocalização das equipes participantes da Série A de 2015. \| | \| Atlético-MG Atlético-PR Avaí Chapecoense Coritiba Cruzeiro Figueirense Goiás Grêmio Internacional Joinville Ponte Preta Santos Sport São Paulo Rio de Janeiro Rio de Janeiro: Flamengo Fluminense Vasco São Paulo: Corinthians São Paulo PalmeirasLocalização das equipes participantes da Série A de 2015. \| | \| Atlético-MG Atlético-PR Avaí Chapecoense Coritiba Cruzeiro Figueirense Goiás Grêmio Internacional Joinville Ponte Preta Santos Sport São Paulo Rio de Janeiro Rio de Janeiro: Flamengo Fluminense Vasco São Paulo: Corinthians São Paulo PalmeirasLocalização das equipes participantes da Série A de 2015. \| | Arena do Grêmio    |
| Capacidade: 42 000 | \| Atlético-MG Atlético-PR Avaí Chapecoense Coritiba Cruzeiro Figueirense Goiás Grêmio Internacional Joinville Ponte Preta Santos Sport São Paulo Rio de Janeiro Rio de Janeiro: Flamengo Fluminense Vasco São Paulo: Corinthians São Paulo PalmeirasLocalização das equipes participantes da Série A de 2015. \| | \| Atlético-MG Atlético-PR Avaí Chapecoense Coritiba Cruzeiro Figueirense Goiás Grêmio Internacional Joinville Ponte Preta Santos Sport São Paulo Rio de Janeiro Rio de Janeiro: Flamengo Fluminense Vasco São Paulo: Corinthians São Paulo PalmeirasLocalização das equipes participantes da Série A de 2015. \| | \| Atlético-MG Atlético-PR Avaí Chapecoense Coritiba Cruzeiro Figueirense Goiás Grêmio Internacional Joinville Ponte Preta Santos Sport São Paulo Rio de Janeiro Rio de Janeiro: Flamengo Fluminense Vasco São Paulo: Corinthians São Paulo PalmeirasLocalização das equipes participantes da Série A de 2015. \| | \| Atlético-MG Atlético-PR Avaí Chapecoense Coritiba Cruzeiro Figueirense Goiás Grêmio Internacional Joinville Ponte Preta Santos Sport São Paulo Rio de Janeiro Rio de Janeiro: Flamengo Fluminense Vasco São Paulo: Corinthians São Paulo PalmeirasLocalização das equipes participantes da Série A de 2015. \| | Capacidade: 56 500 |
| | \| Atlético-MG Atlético-PR Avaí Chapecoense Coritiba Cruzeiro Figueirense Goiás Grêmio Internacional Joinville Ponte Preta Santos Sport São Paulo Rio de Janeiro Rio de Janeiro: Flamengo Fluminense Vasco São Paulo: Corinthians São Paulo PalmeirasLocalização das equipes participantes da Série A de 2015. \| | \| Atlético-MG Atlético-PR Avaí Chapecoense Coritiba Cruzeiro Figueirense Goiás Grêmio Internacional Joinville Ponte Preta Santos Sport São Paulo Rio de Janeiro Rio de Janeiro: Flamengo Fluminense Vasco São Paulo: Corinthians São Paulo PalmeirasLocalização das equipes participantes da Série A de 2015. \| | \| Atlético-MG Atlético-PR Avaí Chapecoense Coritiba Cruzeiro Figueirense Goiás Grêmio Internacional Joinville Ponte Preta Santos Sport São Paulo Rio de Janeiro Rio de Janeiro: Flamengo Fluminense Vasco São Paulo: Corinthians São Paulo PalmeirasLocalização das equipes participantes da Série A de 2015. \| | \| Atlético-MG Atlético-PR Avaí Chapecoense Coritiba Cruzeiro Figueirense Goiás Grêmio Internacional Joinville Ponte Preta Santos Sport São Paulo Rio de Janeiro Rio de Janeiro: Flamengo Fluminense Vasco São Paulo: Corinthians São Paulo PalmeirasLocalização das equipes participantes da Série A de 2015. \| |                    |
| Internacional | \| Atlético-MG Atlético-PR Avaí Chapecoense Coritiba Cruzeiro Figueirense Goiás Grêmio Internacional Joinville Ponte Preta Santos Sport São Paulo Rio de Janeiro Rio de Janeiro: Flamengo Fluminense Vasco São Paulo: Corinthians São Paulo PalmeirasLocalização das equipes participantes da Série A de 2015. \| | \| Atlético-MG Atlético-PR Avaí Chapecoense Coritiba Cruzeiro Figueirense Goiás Grêmio Internacional Joinville Ponte Preta Santos Sport São Paulo Rio de Janeiro Rio de Janeiro: Flamengo Fluminense Vasco São Paulo: Corinthians São Paulo PalmeirasLocalização das equipes participantes da Série A de 2015. \| | \| Atlético-MG Atlético-PR Avaí Chapecoense Coritiba Cruzeiro Figueirense Goiás Grêmio Internacional Joinville Ponte Preta Santos Sport São Paulo Rio de Janeiro Rio de Janeiro: Flamengo Fluminense Vasco São Paulo: Corinthians São Paulo PalmeirasLocalização das equipes participantes da Série A de 2015. \| | \| Atlético-MG Atlético-PR Avaí Chapecoense Coritiba Cruzeiro Figueirense Goiás Grêmio Internacional Joinville Ponte Preta Santos Sport São Paulo Rio de Janeiro Rio de Janeiro: Flamengo Fluminense Vasco São Paulo: Corinthians São Paulo PalmeirasLocalização das equipes participantes da Série A de 2015. \| | Joinville          |
| Beira-Rio | \| Atlético-MG Atlético-PR Avaí Chapecoense Coritiba Cruzeiro Figueirense Goiás Grêmio Internacional Joinville Ponte Preta Santos Sport São Paulo Rio de Janeiro Rio de Janeiro: Flamengo Fluminense Vasco São Paulo: Corinthians São Paulo PalmeirasLocalização das equipes participantes da Série A de 2015. \| | \| Atlético-MG Atlético-PR Avaí Chapecoense Coritiba Cruzeiro Figueirense Goiás Grêmio Internacional Joinville Ponte Preta Santos Sport São Paulo Rio de Janeiro Rio de Janeiro: Flamengo Fluminense Vasco São Paulo: Corinthians São Paulo PalmeirasLocalização das equipes participantes da Série A de 2015. \| | \| Atlético-MG Atlético-PR Avaí Chapecoense Coritiba Cruzeiro Figueirense Goiás Grêmio Internacional Joinville Ponte Preta Santos Sport São Paulo Rio de Janeiro Rio de Janeiro: Flamengo Fluminense Vasco São Paulo: Corinthians São Paulo PalmeirasLocalização das equipes participantes da Série A de 2015. \| | \| Atlético-MG Atlético-PR Avaí Chapecoense Coritiba Cruzeiro Figueirense Goiás Grêmio Internacional Joinville Ponte Preta Santos Sport São Paulo Rio de Janeiro Rio de Janeiro: Flamengo Fluminense Vasco São Paulo: Corinthians São Paulo PalmeirasLocalização das equipes participantes da Série A de 2015. \| | Arena Joinville    |
| Capacidade: 56 000 | \| Atlético-MG Atlético-PR Avaí Chapecoense Coritiba Cruzeiro Figueirense Goiás Grêmio Internacional Joinville Ponte Preta Santos Sport São Paulo Rio de Janeiro Rio de Janeiro: Flamengo Fluminense Vasco São Paulo: Corinthians São Paulo PalmeirasLocalização das equipes participantes da Série A de 2015. \| | \| Atlético-MG Atlético-PR Avaí Chapecoense Coritiba Cruzeiro Figueirense Goiás Grêmio Internacional Joinville Ponte Preta Santos Sport São Paulo Rio de Janeiro Rio de Janeiro: Flamengo Fluminense Vasco São Paulo: Corinthians São Paulo PalmeirasLocalização das equipes participantes da Série A de 2015. \| | \| Atlético-MG Atlético-PR Avaí Chapecoense Coritiba Cruzeiro Figueirense Goiás Grêmio Internacional Joinville Ponte Preta Santos Sport São Paulo Rio de Janeiro Rio de Janeiro: Flamengo Fluminense Vasco São Paulo: Corinthians São Paulo PalmeirasLocalização das equipes participantes da Série A de 2015. \| | \| Atlético-MG Atlético-PR Avaí Chapecoense Coritiba Cruzeiro Figueirense Goiás Grêmio Internacional Joinville Ponte Preta Santos Sport São Paulo Rio de Janeiro Rio de Janeiro: Flamengo Fluminense Vasco São Paulo: Corinthians São Paulo PalmeirasLocalização das equipes participantes da Série A de 2015. \| | Capacidade: 20 160 |
| | \| Atlético-MG Atlético-PR Avaí Chapecoense Coritiba Cruzeiro Figueirense Goiás Grêmio Internacional Joinville Ponte Preta Santos Sport São Paulo Rio de Janeiro Rio de Janeiro: Flamengo Fluminense Vasco São Paulo: Corinthians São Paulo PalmeirasLocalização das equipes participantes da Série A de 2015. \| | \| Atlético-MG Atlético-PR Avaí Chapecoense Coritiba Cruzeiro Figueirense Goiás Grêmio Internacional Joinville Ponte Preta Santos Sport São Paulo Rio de Janeiro Rio de Janeiro: Flamengo Fluminense Vasco São Paulo: Corinthians São Paulo PalmeirasLocalização das equipes participantes da Série A de 2015. \| | \| Atlético-MG Atlético-PR Avaí Chapecoense Coritiba Cruzeiro Figueirense Goiás Grêmio Internacional Joinville Ponte Preta Santos Sport São Paulo Rio de Janeiro Rio de Janeiro: Flamengo Fluminense Vasco São Paulo: Corinthians São Paulo PalmeirasLocalização das equipes participantes da Série A de 2015. \| | \| Atlético-MG Atlético-PR Avaí Chapecoense Coritiba Cruzeiro Figueirense Goiás Grêmio Internacional Joinville Ponte Preta Santos Sport São Paulo Rio de Janeiro Rio de Janeiro: Flamengo Fluminense Vasco São Paulo: Corinthians São Paulo PalmeirasLocalização das equipes participantes da Série A de 2015. \| |                    |
| Palmeiras | Ponte Preta | Santos | São Paulo | Sport | Vasco              |
| Allianz Parque | Moisés Lucarelli | Vila Belmiro | Morumbi | Ilha do Retiro | São Januário       |
| Capacidade: 45 000 | Capacidade: 17 728 | Capacidade: 16 068 | Capacidade: 66 795 | Capacidade: 32 983 | Capacidade: 21 880 |
| | | | | |                    |
| Atlético-MG Atlético-PR Avaí Chapecoense Coritiba Cruzeiro Figueirense Goiás Grêmio Internacional Joinville Ponte Preta Santos Sport São Paulo Rio de Janeiro Rio de Janeiro: Flamengo Fluminense Vasco São Paulo: Corinthians São Paulo PalmeirasLocalização das equipes participantes da Série A de 2015. | | | | |                    |

### Outros estádios
Além dos estádios de mando usual, outros estádios foram utilizados devido a punições de perda de mando de campo imposta pelo Superior Tribunal de Justiça Desportiva ou simplesmente por opção dos clubes em mandar seus jogos em outros locais, geralmente buscando uma renda maior.

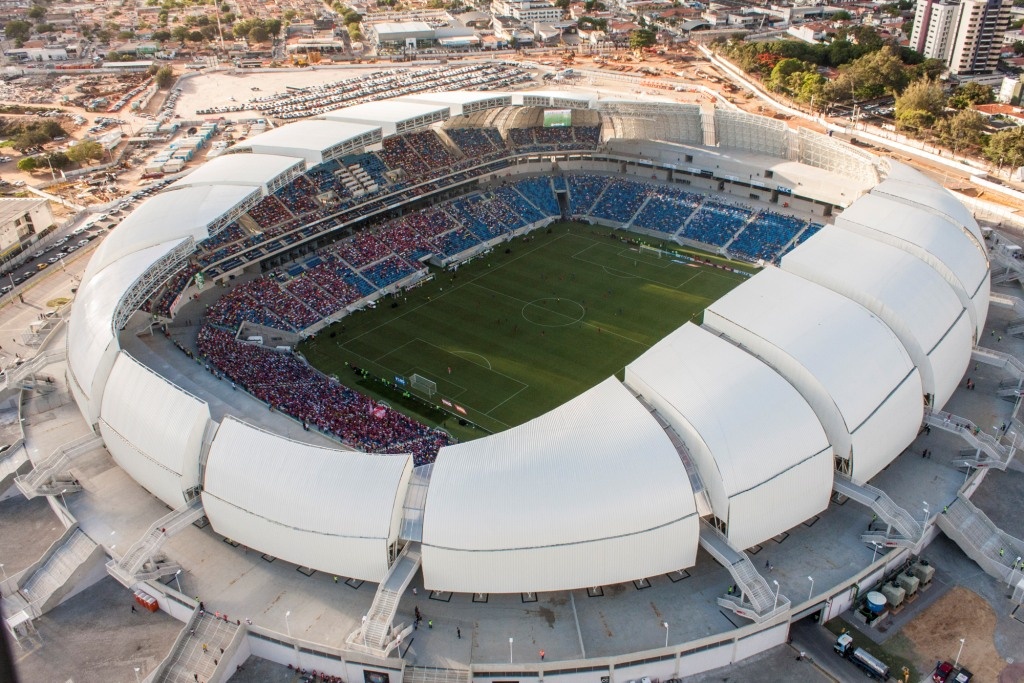
Arena das Dunas (Natal)
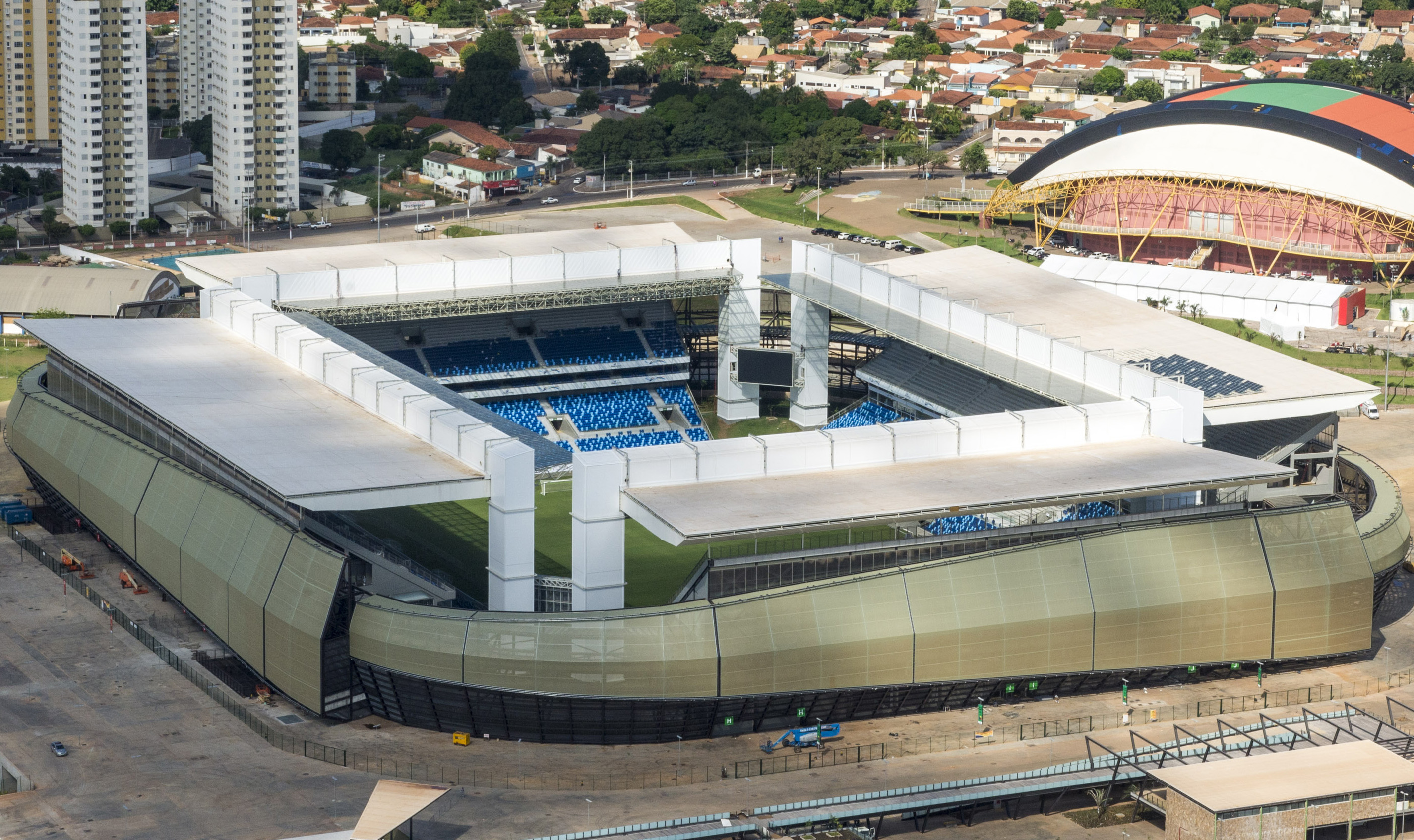
Arena Pantanal (Cuiabá)
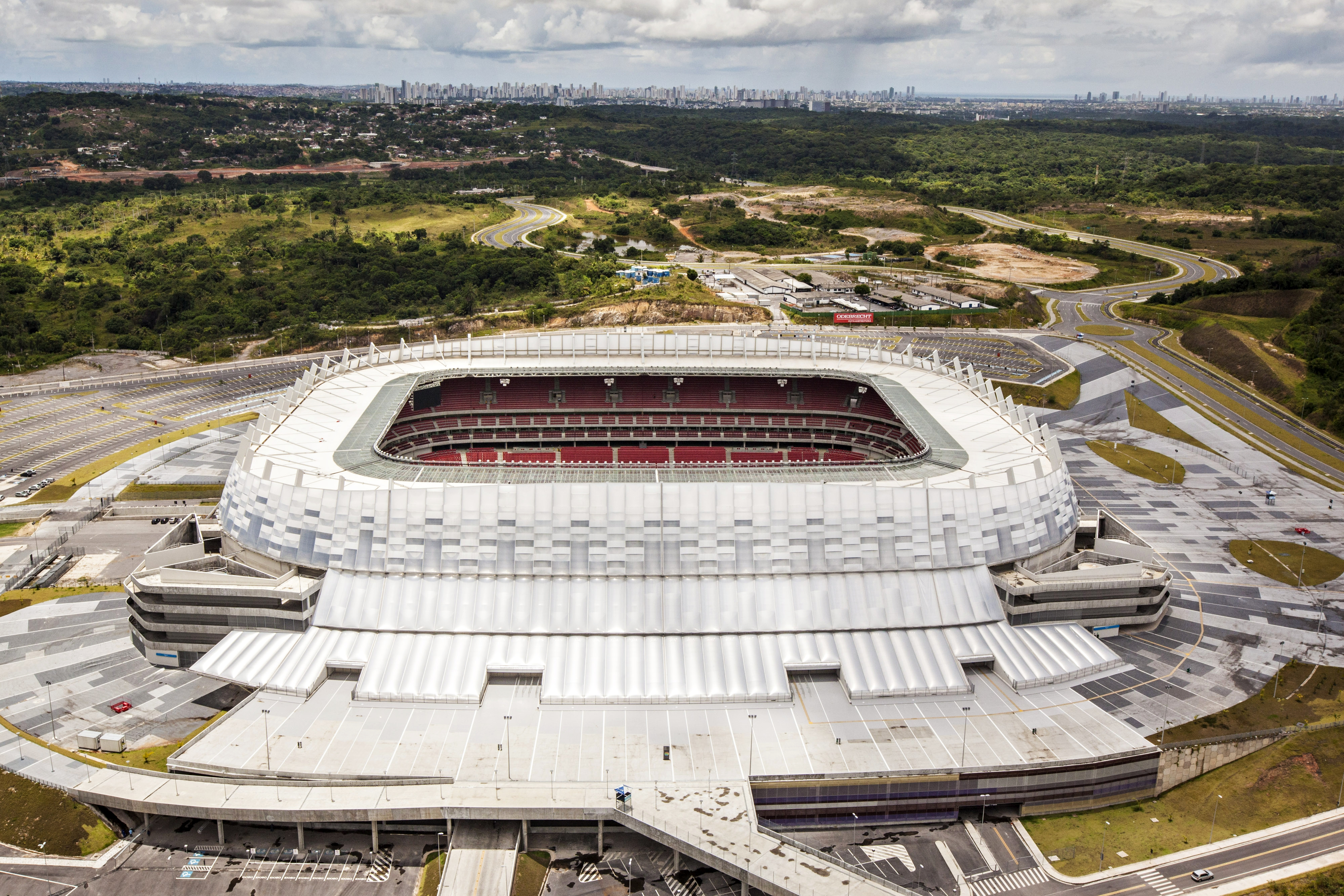
Arena Pernambuco (São Lourenço da Mata)
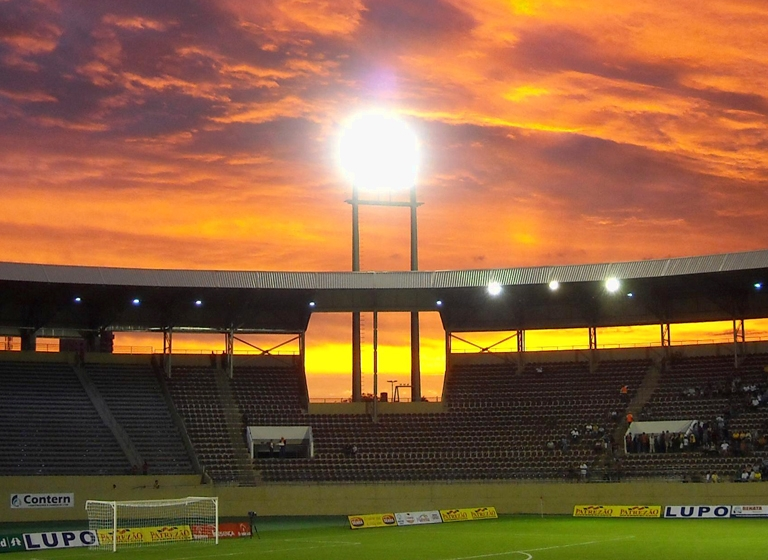
Fonte Luminosa (Araraquara)
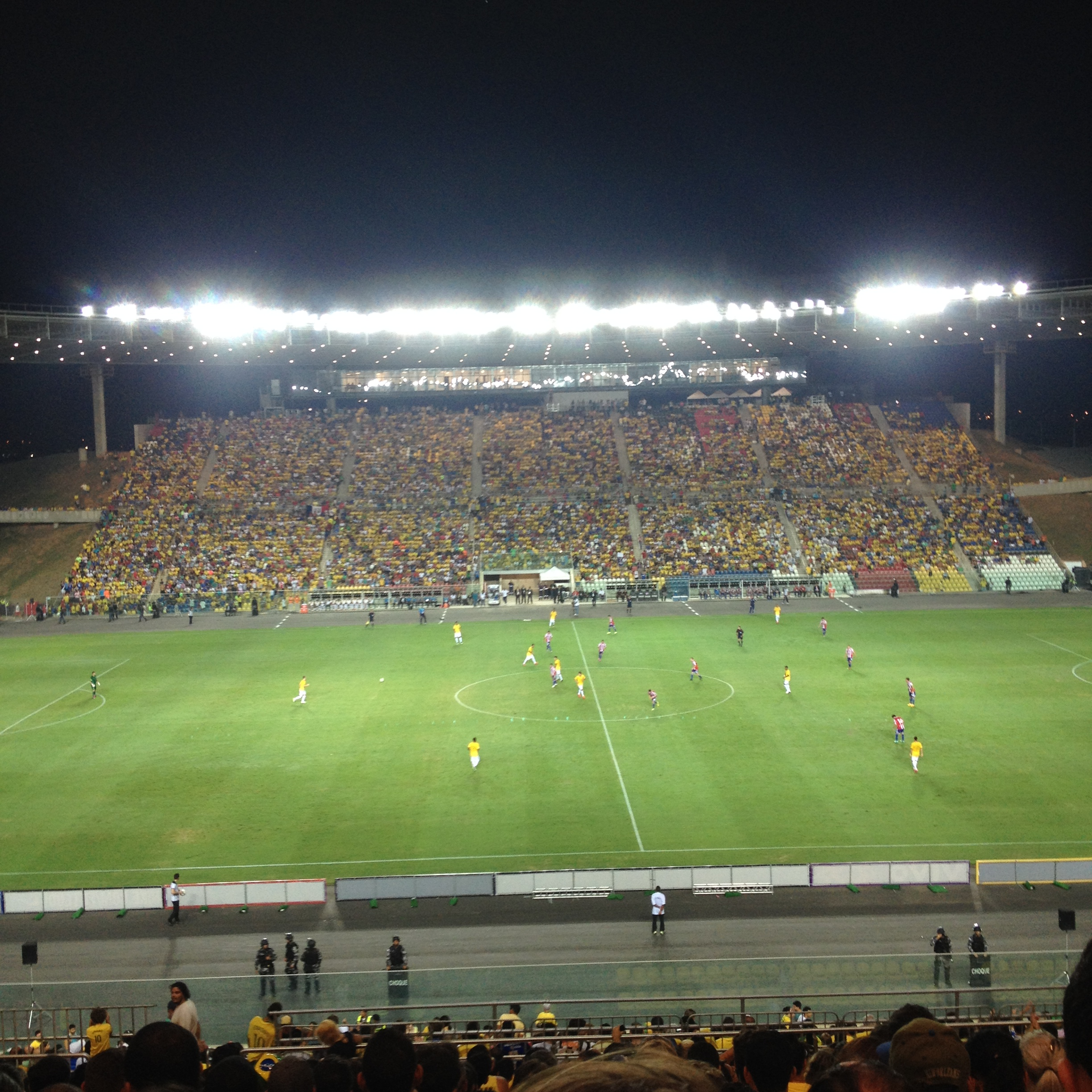
Kléber Andrade (Cariacica)
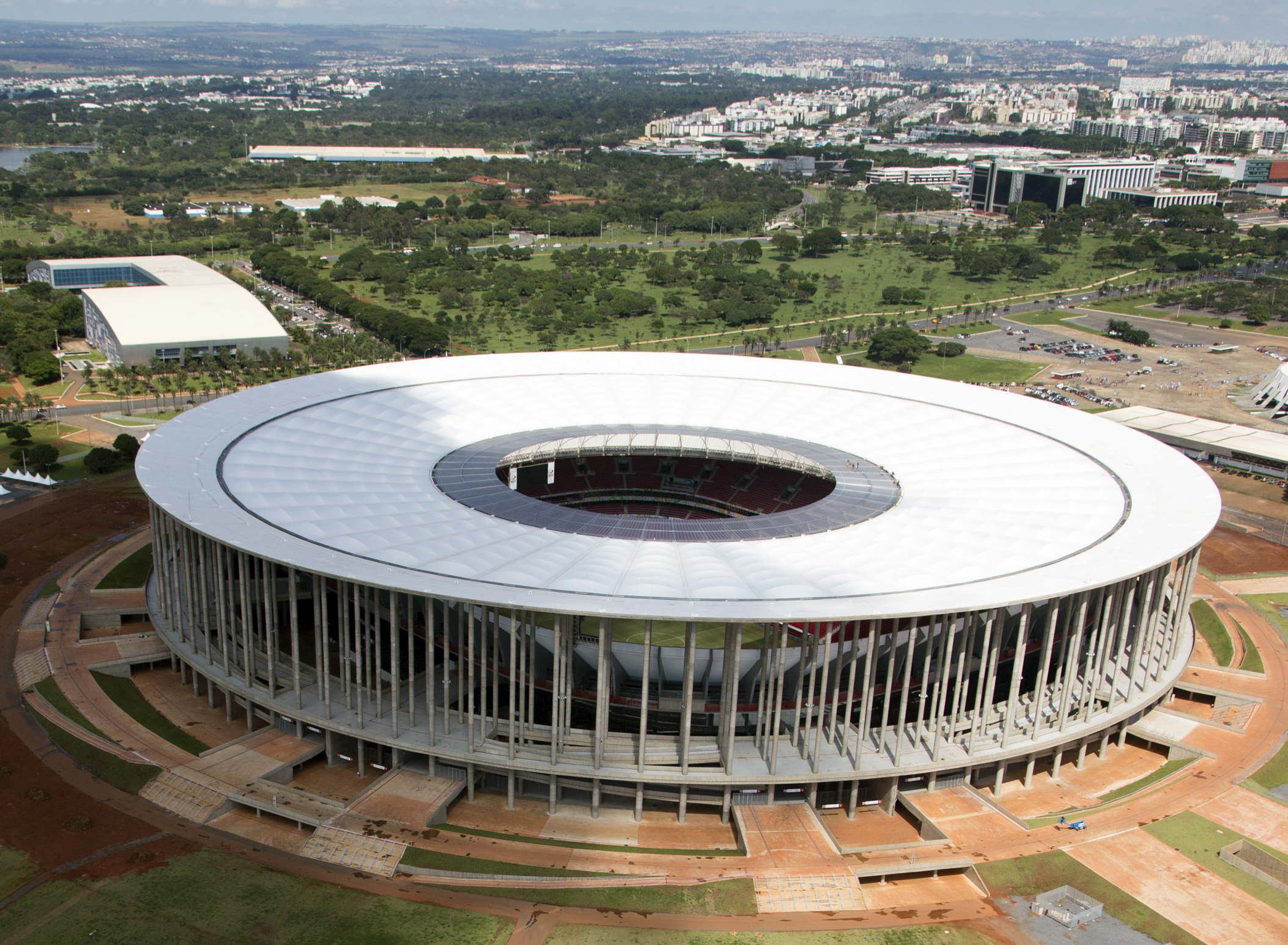
Mané Garrincha (Brasília)
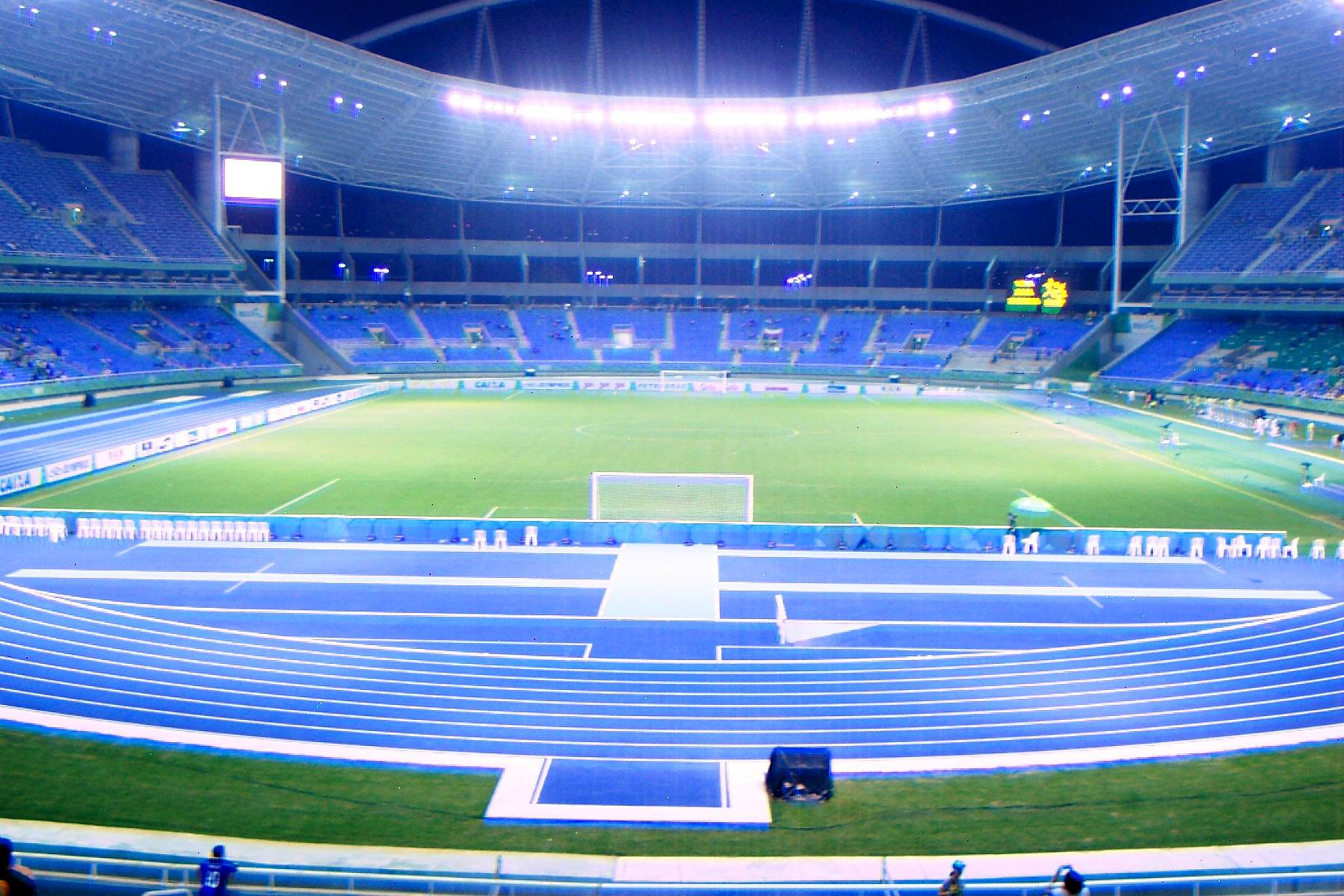
Nilton Santos (Rio de Janeiro)
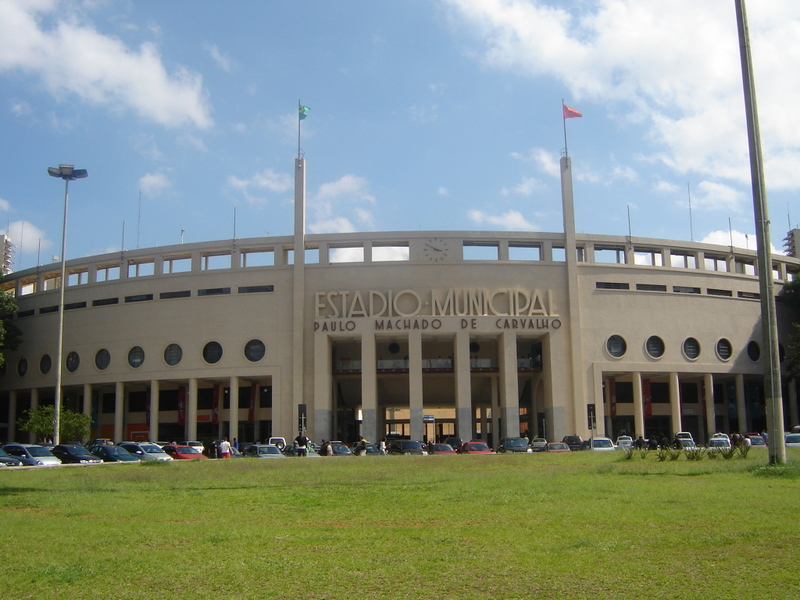
Pacaembu (São Paulo)

## Classificação
| Pos | Equipe              | Pts | J  | V  | E  | D  | GP | GC | SG  | Classificação ou descenso                  |
| --- | ------------------- | --- | -- | -- | -- | -- | -- | -- | --- | ------------------------------------------ |
| 1   | Corinthians (C)     | 81  | 38 | 24 | 9  | 5  | 71 | 31 | +40 | Segunda fase da Copa Libertadores de 2016  |
| 2   | Atlético Mineiro    | 69  | 38 | 21 | 6  | 11 | 65 | 47 | +18 | Segunda fase da Copa Libertadores de 2016  |
| 3   | Grêmio              | 68  | 38 | 20 | 8  | 10 | 52 | 32 | +20 | Segunda fase da Copa Libertadores de 2016  |
| 4   | São Paulo           | 62  | 38 | 18 | 8  | 12 | 53 | 47 | +6  | Primeira fase da Copa Libertadores de 2016 |
| 5   | Internacional       | 60  | 38 | 17 | 9  | 12 | 39 | 38 | +1  |                                            |
| 6   | Sport               | 59  | 38 | 15 | 14 | 9  | 53 | 38 | +15 |                                            |
| 7   | Santos              | 58  | 38 | 16 | 10 | 12 | 59 | 41 | +18 |                                            |
| 8   | Cruzeiro            | 55  | 38 | 15 | 10 | 13 | 44 | 35 | +9  |                                            |
| 9   | Palmeiras           | 53  | 38 | 15 | 8  | 15 | 60 | 51 | +9  | Segunda fase da Copa Libertadores de 2016  |
| 10  | Atlético Paranaense | 51  | 38 | 14 | 9  | 15 | 43 | 48 | −5  |                                            |
| 11  | Ponte Preta         | 51  | 38 | 13 | 12 | 13 | 41 | 40 | +1  |                                            |
| 12  | Flamengo            | 49  | 38 | 15 | 4  | 19 | 45 | 53 | −8  |                                            |
| 13  | Fluminense          | 47  | 38 | 14 | 5  | 19 | 40 | 49 | −9  |                                            |
| 14  | Chapecoense         | 47  | 38 | 12 | 11 | 15 | 34 | 44 | −10 |                                            |
| 15  | Coritiba            | 44  | 38 | 11 | 11 | 16 | 31 | 42 | −11 |                                            |
| 16  | Figueirense         | 43  | 38 | 11 | 10 | 17 | 36 | 50 | −14 |                                            |
| 17  | Avaí                | 42  | 38 | 11 | 9  | 18 | 38 | 60 | −22 | Rebaixados à Série B de 2016               |
| 18  | Vasco da Gama       | 41  | 38 | 10 | 11 | 17 | 28 | 54 | −26 | Rebaixados à Série B de 2016               |
| 19  | Goiás               | 38  | 38 | 10 | 8  | 20 | 39 | 49 | −10 | Rebaixados à Série B de 2016               |
| 20  | Joinville           | 31  | 38 | 7  | 10 | 21 | 26 | 48 | −22 | Rebaixados à Série B de 2016               |

1. 1 2  Palmeiras tem vaga garantida na Copa Libertadores de 2016 por ser campeão da Copa do Brasil de 2015

## Confrontos
|               | ATM | ATP | AVA | CHA | COR | CTB | CRU | FIG | FLA | FLU | GOI | GRE | INT | JOI | PAL | PON | SAN | SPA | SPT | VAS |
| ------------- | --- | --- | --- | --- | --- | --- | --- | --- | --- | --- | --- | --- | --- | --- | --- | --- | --- | --- | --- | --- |
| Atlético-MG   | —   | 0–1 | 2–0 | 3–0 | 0–3 | 2–0 | 1–3 | 1–0 | 4–1 | 4–1 | 2–2 | 0–2 | 2–1 | 1–0 | 2–1 | 2–1 | 2–2 | 3–1 | 2–1 | 3–0 |
| Atlético-PR   | 1–0 | —   | 2–1 | 1–0 | 1–4 | 2–2 | 2–2 | 1–0 | 3–0 | 1–2 | 3–0 | 1–2 | 3–0 | 0–0 | 3–3 | 1–2 | 0–0 | 2–1 | 1–1 | 2–0 |
| Avaí          | 1–4 | 1–2 | —   | 2–1 | 1–2 | 0–2 | 1–1 | 1–1 | 2–1 | 1–0 | 2–1 | 1–2 | 3–0 | 2–1 | 1–3 | 1–0 | 1–1 | 2–1 | 2–2 | 1–1 |
| Chapecoense   | 2–1 | 0–0 | 0–0 | —   | 1–3 | 2–1 | 0–2 | 2–2 | 1–3 | 2–1 | 1–3 | 1–0 | 1–0 | 2–0 | 5–1 | 0–0 | 1–0 | 0–1 | 1–1 | 1–0 |
| Corinthians   | 1–0 | 2–0 | 1–1 | 1–0 | —   | 2–1 | 3–0 | 2–1 | 1–0 | 2–0 | 3–0 | 1–1 | 2–1 | 3–0 | 0–2 | 2–0 | 2–0 | 6–1 | 4–3 | 3–0 |
| Coritiba      | 0–3 | 2–0 | 1–2 | 1–0 | 1–1 | —   | 1–0 | 1–1 | 0–1 | 1–1 | 1–1 | 2–0 | 0–1 | 0–0 | 2–1 | 0–0 | 1–0 | 1–2 | 0–0 | 0–0 |
| Cruzeiro      | 1–1 | 2–0 | 1–1 | 0–1 | 0–1 | 2–0 | —   | 5–1 | 1–0 | 2–0 | 1–0 | 0–0 | 0–0 | 3–0 | 2–1 | 1–1 | 0–1 | 2–1 | 3–0 | 2–2 |
| Figueirense   | 0–1 | 1–1 | 0–1 | 0–0 | 1–3 | 0–0 | 2–1 | —   | 3–0 | 1–0 | 3–1 | 0–2 | 0–0 | 0–2 | 2–1 | 3–1 | 0–0 | 0–2 | 2–1 | 0–0 |
| Flamengo      | 0–2 | 3–2 | 3–0 | 1–0 | 0–3 | 0–2 | 2–0 | 1–2 | —   | 2–3 | 4–1 | 1–0 | 0–1 | 2–0 | 1–2 | 1–1 | 2–2 | 2–1 | 2–2 | 1–2 |
| Fluminense    | 1–2 | 0–1 | 3–1 | 2–3 | 0–0 | 2–0 | 1–0 | 2–1 | 1–3 | —   | 2–0 | 1–0 | 1–1 | 1–0 | 1–4 | 2–0 | 2–1 | 2–0 | 0–0 | 1–2 |
| Goiás         | 0–0 | 2–0 | 0–1 | 0–0 | 0–0 | 1–3 | 0–1 | 2–3 | 0–1 | 1–2 | —   | 1–1 | 2–1 | 3–0 | 1–0 | 1–2 | 4–1 | 0–1 | 1–0 | 3–0 |
| Grêmio        | 2–1 | 2–1 | 3–1 | 2–3 | 3–1 | 0–0 | 1–0 | 1–0 | 2–0 | 1–0 | 2–1 | —   | 5–0 | 2–1 | 1–0 | 3–3 | 1–0 | 1–2 | 1–1 | 2–0 |
| Internacional | 1–3 | 2–0 | 1–0 | 0–0 | 2–1 | 2–0 | 2–0 | 1–1 | 1–2 | 1–0 | 2–1 | 1–0 | —   | 1–0 | 1–0 | 1–0 | 1–0 | 0–0 | 2–1 | 6–0 |
| Joinville     | 2–2 | 1–2 | 2–0 | 0–0 | 0–1 | 3–1 | 3–0 | 1–0 | 0–1 | 2–1 | 2–1 | 0–2 | 0–2 | —   | 0–0 | 1–1 | 0–0 | 0–0 | 1–1 | 1–2 |
| Palmeiras     | 2–2 | 0–1 | 3–0 | 2–0 | 3–3 | 0–2 | 1–1 | 2–0 | 4–2 | 2–1 | 0–1 | 3–2 | 1–1 | 3–2 | —   | 0–1 | 1–0 | 4–0 | 0–2 | 0–2 |
| Ponte Preta   | 0–2 | 2–1 | 2–0 | 3–1 | 2–2 | 3–0 | 1–2 | 0–1 | 1–0 | 3–1 | 0–0 | 0–0 | 0–0 | 1–0 | 0–2 | —   | 3–1 | 1–0 | 0–1 | 0–1 |
| Santos        | 4–0 | 5–1 | 5–2 | 3–1 | 1–0 | 3–0 | 1–0 | 3–0 | 0–0 | 3–1 | 3–1 | 1–3 | 3–1 | 2–0 | 2–1 | 2–2 | —   | 3–0 | 2–2 | 1–0 |
| São Paulo     | 4–2 | 1–0 | 1–1 | 0–0 | 1–1 | 3–1 | 1–0 | 3–2 | 2–1 | 0–0 | 0–3 | 2–0 | 2–0 | 3–0 | 1–1 | 3–0 | 3–2 | —   | 3–0 | 2–2 |
| Sport         | 4–1 | 0–0 | 3–0 | 3–0 | 2–0 | 1–0 | 0–0 | 4–1 | 0–1 | 1–0 | 1–0 | 1–0 | 3–0 | 2–1 | 2–2 | 1–1 | 1–1 | 2–0 | —   | 2–1 |
| Vasco da Gama | 1–2 | 2–0 | 1–0 | 1–1 | 1–1 | 0–1 | 1–3 | 0–1 | 1–0 | 0–1 | 0–0 | 0–0 | 1–1 | 0–0 | 1–4 | 0–3 | 1–0 | 0–4 | 2–1 | —   |

| Vitória do mandante; Vitória do visitante; Empate. | Em negrito os jogos "clássicos". |

## Desempenho por rodada
Clubes que lideraram o campeonato ao final de cada rodada:
| Rodadas | Rodadas | Rodadas | Rodadas | Rodadas | Rodadas | Rodadas | Rodadas | Rodadas | Rodadas | Rodadas | Rodadas | Rodadas | Rodadas | Rodadas | Rodadas | Rodadas | Rodadas | Rodadas | Rodadas | Rodadas | Rodadas | Rodadas | Rodadas | Rodadas | Rodadas | Rodadas | Rodadas | Rodadas | Rodadas | Rodadas | Rodadas | Rodadas | Rodadas | Rodadas | Rodadas | Rodadas | Rodadas |
| ------- | ------- | ------- | ------- | ------- | ------- | ------- | ------- | ------- | ------- | ------- | ------- | ------- | ------- | ------- | ------- | ------- | ------- | ------- | ------- | ------- | ------- | ------- | ------- | ------- | ------- | ------- | ------- | ------- | ------- | ------- | ------- | ------- | ------- | ------- | ------- | ------- | ------- |
| 1       | 2       | 3       | 4       | 5       | 6       | 7       | 8       | 9       | 10      | 11      | 12      | 13      | 14      | 15      | 16      | 17      | 18      | 19      | 20      | 21      | 22      | 23      | 24      | 25      | 26      | 27      | 28      | 29      | 30      | 31      | 32      | 33      | 34      | 35      | 36      | 37      | 38      |
| SPT     | COR     | SPT     | ATP     | ATP     | ATP     | SPA     | SPT     | SPT     | SPT     | ATM     | ATM     | ATM     | ATM     | ATM     | ATM     | ATM     | COR     | COR     | COR     | COR     | COR     | COR     | COR     | COR     | COR     | COR     | COR     | COR     | COR     | COR     | COR     | COR     | COR     | COR     | COR     | COR     | COR     |

Clubes que ficaram na última posição do campeonato ao final de cada rodada:
| Rodadas | Rodadas | Rodadas | Rodadas | Rodadas | Rodadas | Rodadas | Rodadas | Rodadas | Rodadas | Rodadas | Rodadas | Rodadas | Rodadas | Rodadas | Rodadas | Rodadas | Rodadas | Rodadas | Rodadas | Rodadas | Rodadas | Rodadas | Rodadas | Rodadas | Rodadas | Rodadas | Rodadas | Rodadas | Rodadas | Rodadas | Rodadas | Rodadas | Rodadas | Rodadas | Rodadas | Rodadas | Rodadas |
| ------- | ------- | ------- | ------- | ------- | ------- | ------- | ------- | ------- | ------- | ------- | ------- | ------- | ------- | ------- | ------- | ------- | ------- | ------- | ------- | ------- | ------- | ------- | ------- | ------- | ------- | ------- | ------- | ------- | ------- | ------- | ------- | ------- | ------- | ------- | ------- | ------- | ------- |
| 1       | 2       | 3       | 4       | 5       | 6       | 7       | 8       | 9       | 10      | 11      | 12      | 13      | 14      | 15      | 16      | 17      | 18      | 19      | 20      | 21      | 22      | 23      | 24      | 25      | 26      | 27      | 28      | 29      | 30      | 31      | 32      | 33      | 34      | 35      | 36      | 37      | 38      |
| INT     | CRU     | JOI     | JOI     | JOI     | JOI     | JOI     | VAS     | JOI     | JOI     | JOI     | JOI     | JOI     | JOI     | JOI     | CTB     | CTB     | VAS     | VAS     | VAS     | VAS     | VAS     | VAS     | VAS     | VAS     | VAS     | JOI     | JOI     | JOI     | JOI     | VAS     | VAS     | VAS     | JOI     | JOI     | JOI     | JOI     | JOI     |

## Estatísticas
| Gols | Jogador          | Time             |
| ---- | ---------------- | ---------------- |
| 20   | Ricardo Oliveira | Santos           |
| 14   | Vágner Love      | Corinthians      |
| 13   | André            | Sport            |
| 13   | Jadson           | Corinthians      |
| 13   | Lucas Pratto     | Atlético Mineiro |
| 12   | Henrique Almeida | Coritiba         |
| 11   | Vitinho          | Internacional    |
| 11   | Willian          | Cruzeiro         |

| Total | Jogador              | Time                |
| ----- | -------------------- | ------------------- |
| 12    | Jadson               | Corinthians         |
| 11    | Paulo Henrique Ganso | São Paulo           |
| 10    | Giovanni Augusto     | Atlético Mineiro    |
| 9     | Diego Souza          | Sport               |
| 8     | Marlone              | Sport               |
| 7     | Bruno Henrique       | Goiás               |
| 7     | Elias                | Corinthians         |
| 7     | Giuliano             | Grêmio              |
| 7     | Luan                 | Grêmio              |
| 7     | Nikão                | Atlético Paranaense |

### Hat-tricks
| Jogador       | Clube            | Adversário | Placar  | Data           | Ref.   |
| ------------- | ---------------- | ---------- | ------- | -------------- | ------ |
| Lucas Pratto  | Atlético Mineiro | São Paulo  | 3–1 (C) | 29 de julho    | [ 36 ] |
| Lucas Barrios | Palmeiras        | Fluminense | 4–1 (F) | 16 de setembro | [ 37 ] |

(C) Em casa
(F) Fora de casa

### Poker-tricks
| Jogador | Clube    | Adversário  | Placar  | Data          | Ref.   |
| ------- | -------- | ----------- | ------- | ------------- | ------ |
| Willian | Cruzeiro | Figueirense | 5–1 (C) | 6 de setembro | [ 38 ] |

(C) Em casa
(F) Fora de casa

## Maiores públicos
Estes são os dez maiores públicos do Campeonato:
| Nº | Público[PP] | Mandante         | Placar | Visitante        | Estádio        | Data           | Rodada | Ref.   |
| -- | ----------- | ---------------- | ------ | ---------------- | -------------- | -------------- | ------ | ------ |
| 1  | 67 011      | Flamengo         | 0–2    | Coritiba         | Mané Garrincha | 17 de setembro | 26ª    | [ 39 ] |
| 2  | 59 482      | São Paulo        | 3–1    | Coritiba         | Morumbi        | 12 de julho    | 13ª    | [ 40 ] |
| 3  | 55 987      | Atlético Mineiro | 1–0    | Joinville        | Mineirão       | 28 de junho    | 9ª     | [ 41 ] |
| 4  | 52 462      | Flamengo         | 2–0    | Joinville        | Maracanã       | 4 de outubro   | 29ª    | [ 42 ] |
| 5  | 51 749      | Flamengo         | 2–2    | Santos           | Maracanã       | 2 de agosto    | 16ª    | [ 43 ] |
| 6  | 50 684      | Atlético Mineiro | 2–1    | Sport            | Mineirão       | 8 de julho     | 12ª    | [ 44 ] |
| 7  | 50 468      | Fluminense       | 1–3    | Flamengo         | Maracanã       | 6 de setembro  | 23ª    | [ 45 ] |
| 8  | 49 047      | Atlético Mineiro | 0–2    | Grêmio           | Mineirão       | 13 de agosto   | 18ª    | [ 46 ] |
| 9  | 45 991      | Cruzeiro         | 1–1    | Atlético Mineiro | Mineirão       | 13 de setembro | 25ª    | [ 47 ] |
| 10 | 45 392      | Atlético Mineiro | 3–1    | São Paulo        | Mineirão       | 29 de julho    | 16ª    | [ 48 ] |

- PP. ^ Considera-se apenas o público pagante.

## Menores públicos
Estes são os dez menores públicos do Campeonato:[PF]
| Nº | Público[PP] | Mandante      | Placar | Visitante   | Estádio          | Data           | Rodada | Ref.   |
| -- | ----------- | ------------- | ------ | ----------- | ---------------- | -------------- | ------ | ------ |
| 1  | 1 105       | Goiás         | 0–1    | Avaí        | Serra Dourada    | 7 de junho     | 6ª     | [ 49 ] |
| 2  | 1 170       | Goiás         | 0–0    | Chapecoense | Serra Dourada    | 12 de agosto   | 18ª    | [ 50 ] |
| 3  | 1 829       | Goiás         | 4–1    | Santos      | Serra Dourada    | 8 de julho     | 12ª    | [ 51 ] |
| 4  | 2 189       | Goiás         | 1–0    | Sport       | Serra Dourada    | 10 de setembro | 24ª    | [ 52 ] |
| 5  | 2 294       | Ponte Preta   | 0–1    | Sport       | Moisés Lucarelli | 6 de dezembro  | 38ª    | [ 53 ] |
| 6  | 2 322       | Goiás         | 1–2    | Ponte Preta | Serra Dourada    | 16 de setembro | 26ª    | [ 54 ] |
| 7  | 2 419       | Goiás         | 1–2    | Fluminense  | Serra Dourada    | 28 de junho    | 9ª     | [ 55 ] |
| 8  | 2 449       | Vasco da Gama | 0–3    | Ponte Preta | São Januário     | 3 de junho     | 5ª     | [ 56 ] |
| 9  | 3 046       | Sport         | 4–1    | Figueirense | Ilha do Retiro   | 10 de maio     | 1ª     | [ 57 ] |
| 10 | 3 117       | Goiás         | 2–3    | Figueirense | Serra Dourada    | 4 de outubro   | 29ª    | [ 58 ] |

- PP. ^ Considera-se apenas o público pagante.
- PF. ^ Jogos com portões fechados não são considerados.

## Médias de público
Estas são as médias de público dos clubes no Campeonato. Considera-se apenas os jogos da equipe como mandante e o público pagante:
| Pos. | Equipe              | Média  | Total   | Mandos[PF] | Maior  | Menor  |
| ---- | ------------------- | ------ | ------- | ---------- | ------ | ------ |
| 1    | Corinthians         | 34 150 | 648 849 | 19         | 44 976 | 10 144 |
| 2    | Flamengo            | 30 963 | 588 292 | 19         | 67 011 | 12 634 |
| 3    | Palmeiras           | 29 633 | 563 029 | 19         | 38 794 | 15 037 |
| 4    | Grêmio              | 25 249 | 479 730 | 19         | 44 227 | 8 336  |
| 5    | Atlético Mineiro    | 23 353 | 443 712 | 19         | 55 987 | 9 373  |
| 6    | Cruzeiro            | 22 077 | 419 456 | 19         | 45 991 | 7 427  |
| 7    | São Paulo           | 20 562 | 390 670 | 19         | 59 482 | 10 497 |
| 8    | Internacional       | 18 979 | 360 610 | 19         | 41 954 | 11 415 |
| 9    | Atlético Paranaense | 16 430 | 312 173 | 19         | 26 773 | 9 491  |
| 10   | Fluminense          | 16 351 | 310 676 | 19         | 50 468 | 4 153  |
| 11   | Sport               | 15 081 | 271 451 | 18         | 35 835 | 3 046  |
| 12   | Coritiba            | 14 001 | 252 014 | 18         | 30 867 | 6 196  |
| 13   | Vasco da Gama       | 12 875 | 244 621 | 19         | 35 508 | 2 449  |
| 14   | Joinville           | 9 848  | 177 265 | 18         | 15 731 | 5 979  |
| 15   | Chapecoense         | 9 072  | 172 377 | 19         | 16 502 | 4 349  |
| 16   | Figueirense         | 8 696  | 165 233 | 19         | 16 047 | 3 891  |
| 17   | Santos              | 8 691  | 165 133 | 19         | 13 481 | 3 836  |
| 18   | Avaí                | 8 477  | 161 072 | 19         | 14 413 | 4 810  |
| 19   | Goiás               | 8 028  | 144 510 | 18         | 34 284 | 1 105  |
| 20   | Ponte Preta         | 6 225  | 105 820 | 17         | 11 694 | 2 542  |

- PF. ^ Jogos com portões fechados não são considerados.

## Mudança de técnicos
| Clube         | Antecessor             | Motivo                        | Data           | Última partida                | Rod | Pos | Sucessor                    | Ref.            |
| ------------- | ---------------------- | ----------------------------- | -------------- | ----------------------------- | --- | --- | --------------------------- | --------------- |
| Grêmio        | Luiz Felipe Scolari    | Demitido                      | 19 de maio     | Coritiba 2–0 Grêmio           | 2ª  | 18º | Roger Machado[a1]           | [ 60 ] [ 61 ]   |
| Fluminense    | Ricardo Drubscky       | Demitido                      | 20 de maio     | Atlético-MG 4–1 Fluminense    | 2ª  | 11º | Enderson Moreira            | [ 62 ] [ 63 ]   |
| Flamengo      | Vanderlei Luxemburgo   | Demitido                      | 25 de maio     | Avaí 2–1 Flamengo             | 3ª  | 17º | Cristóvão Borges            | [ 64 ] [ 65 ]   |
| São Paulo     | Milton Cruz (interino) | Remanejado                    | 26 de maio     | São Paulo 3–0 Joinville       | 3ª  | 4º  | Juan Carlos Osorio[a2]      | [ 66 ]          |
| Cruzeiro      | Marcelo Oliveira       | Demitido                      | 2 de junho     | Figueirense 2–1 Cruzeiro      | 4ª  | 19º | Vanderlei Luxemburgo        | [ 67 ] [ 68 ]   |
| Joinville     | Hemerson Maria         | Demitido                      | 4 de junho     | Chapecoense 2–0 Joinville     | 5ª  | 20º | Adílson Batista             | [ 69 ] [ 70 ]   |
| Coritiba      | Marquinhos Santos      | Demitido                      | 8 de junho     | Internacional 2–0 Coritiba    | 6ª  | 18º | Ney Franco                  | [ 71 ]          |
| Palmeiras     | Oswaldo de Oliveira    | Demitido                      | 9 de junho     | Figueirense 2–1 Palmeiras     | 6ª  | 15º | Marcelo Oliveira[a3]        | [ 72 ] [ 73 ]   |
| Vasco         | Doriva                 | Resignado                     | 21 de junho    | Sport 2–1 Vasco               | 8ª  | 19º | Celso Roth                  | [ 74 ] [ 75 ]   |
| Goiás         | Hélio dos Anjos        | Demitido                      | 23 de junho    | Joinville 2–1 Goiás           | 8ª  | 15º | Julinho Camargo[a4]         | [ 76 ] [ 77 ]   |
| Santos        | Marcelo Fernandes      | Remanejado                    | 9 de julho     | Goiás 4–1 Santos              | 12ª | 17º | Dorival Júnior              | [ 78 ]          |
| Joinville     | Adílson Batista        | Demitido                      | 26 de julho    | Santos 2–0 Joinville          | 15ª | 20º | PC Gusmão                   | [ 79 ] [ 80 ]   |
| Ponte Preta   | Guto Ferreira          | Demitido                      | 3 de agosto    | Figueirense 3–1 Ponte Preta   | 16ª | 13º | Doriva                      | [ 81 ] [ 82 ]   |
| Internacional | Diego Aguirre          | Demitido                      | 6 de agosto    | Internacional 0–0 Chapecoense | 16ª | 10º | Argel Fucks[a5]             | [ 83 ] [ 84 ]   |
| Figueirense   | Argel Fucks            | Contratado pelo Internacional | 13 de agosto   | Figueirense 0–2 São Paulo     | 18ª | 16º | René Simões[a6]             | [ 84 ] [ 85 ]   |
| Vasco         | Celso Roth             | Demitido                      | 15 de agosto   | Vasco 0–1 Coritiba            | 19ª | 20º | Jorginho                    | [ 86 ] [ 87 ]   |
| Flamengo      | Cristóvão Borges       | Resignado                     | 20 de agosto   | Flamengo 0–1 Vasco[CBr]       | 19ª | 13º | Oswaldo de Oliveira         | [ 88 ] [ 89 ]   |
| Cruzeiro      | Vanderlei Luxemburgo   | Demitido                      | 31 de agosto   | Cruzeiro 0–1 Santos           | 21ª | 16º | Mano Menezes[a7]            | [ 90 ] [ 91 ]   |
| Chapecoense   | Vinícius Eutrópio      | Demitido                      | 14 de setembro | Chapecoense 1–3 Flamengo      | 25ª | 13º | Guto Ferreira               | [ 92 ] [ 93 ]   |
| Fluminense    | Enderson Moreira       | Demitido                      | 16 de setembro | Fluminense 1–4 Palmeiras      | 26ª | 11º | Eduardo Baptista            | [ 94 ] [ 95 ]   |
| Figueirense   | René Simões            | Demitido                      | 16 de setembro | Figueirense 0–1 Avaí          | 26ª | 17º | Hudson Coutinho[a6]         | [ 96 ] [ 97 ]   |
| Goiás         | Julinho Camargo        | Resignado                     | 17 de setembro | Goiás 1–2 Ponte Preta         | 26ª | 16º | Arthur Neto[a8]             | [ 98 ] [ 99 ]   |
| Sport         | Eduardo Baptista       | Contratado pelo Fluminense    | 17 de setembro | Joinville 1–1 Sport           | 26ª | 10º | Paulo Roberto Falcão[a9]    | [ 95 ] [ 100 ]  |
| Atlético-PR   | Milton Mendes          | Demitido                      | 27 de setembro | Atlético-PR 1–2 Ponte Preta   | 28ª | 11º | Cristóvão Borges[a10]       | [ 101 ] [ 102 ] |
| São Paulo     | Juan Carlos Osorio     | Contratado pelo México        | 6 de outubro   | São Paulo 1–0 Atlético-PR     | 29ª | 5º  | Doriva                      | [ 103 ] [ 104 ] |
| Ponte Preta   | Doriva                 | Contratado pelo São Paulo     | 7 de outubro   | Ponte Preta 2–2 Corinthians   | 29ª | 9º  | Felipe Moreira (interino)   | [ 104 ] [ 105 ] |
| Goiás         | Arthur Neto            | Resignado                     | 18 de outubro  | Santos 3–1 Goiás              | 31ª | 18º | Danny Sérgio                | [ 106 ] [ 107 ] |
| Coritiba      | Ney Franco             | Demitido                      | 3 de novembro  | Coritiba 1–1 Figueirense      | 33ª | 18º | Pachequinho                 | [ 108 ] [ 109 ] |
| São Paulo     | Doriva                 | Demitido                      | 9 de novembro  | Cruzeiro 2–1 São Paulo        | 34ª | 5º  | Milton Cruz (interino)      | [ 110 ]         |
| Avaí          | Gilson Kleina          | Demitido                      | 10 de novembro | Atlético-PR 2–1 Avaí          | 34ª | 16º | Raul Cabral                 | [ 111 ] [ 112 ] |
| Atlético-MG   | Levir Culpi            | Demitido                      | 26 de novembro | Atlético-MG 2–2 Goiás         | 36ª | 2º  | Diogo Giacomini (interino)  | [ 113 ] [ 114 ] |
| Flamengo      | Oswaldo de Oliveira    | Demitido                      | 28 de novembro | Flamengo 1–1 Ponte Preta      | 36ª | 11º | Jayme de Almeida (interino) | [ 115 ]         |

- CBr ^  Partida válida pela Copa do Brasil.
- A1 ^  James Freitas comandou o Grêmio interinamente na 3ª rodada.[116]
- A2 ^ Milton Cruz comandou o São Paulo interinamente na 4ª e 5ª rodada, mesmo após o clube ter anunciado a contratação de Juan Carlos Osorio.[117][118]
- A3 ^ Alberto Valentim comandou o Palmeiras interinamente na 7ª rodada.[119]
- A4 ^ Augusto César comandou o Goiás interinamente entre a 9ª e 11ª rodada.[120]
- A5 ^ Odair Hellmann comandou o Internacional interinamente na 17ª e na 18ª rodada.[121]
- A6 ^ Hudson Coutinho comandou o Figueirense interinamente na 19ª e 27ª rodada e foi efetivado a partir da 28ª rodada.[122][123]
- A7 ^ Deivid comandou o Cruzeiro interinamente na 22ª rodada.[124]
- A8 ^  Wanderley Filho comandou o Goiás interinamente na 27ª rodada.[125]
- A9 ^ Daniel Paulista comandou o Sport interinamente na 27ª rodada.[126]
- A10 ^ Sérgio Vieira comandou o Atlético Paranaense interinamente na 29ª rodada.[127]

## Premiação
| Campeonato Brasileiro 2015 Série A                  |
| --------------------------------------------------- |
| Sport Club Corinthians Paulista Campeão (6º título) |

| Pos. | Jogador          | Clube            |
| ---- | ---------------- | ---------------- |
| G    | Cássio           | Corinthians      |
| LD   | Marcos Rocha     | Atlético Mineiro |
| Z    | Gil              | Corinthians      |
| Z    | Jemerson         | Atlético Mineiro |
| LE   | Douglas Santos   | Atlético Mineiro |
| V    | Rafael Carioca   | Atlético Mineiro |
| V    | Elias            | Corinthians      |
| M    | Jadson           | Corinthians      |
| M    | Renato Augusto   | Corinthians      |
| A    | Luan             | Grêmio           |
| A    | Ricardo Oliveira | Santos           |
| T    | Tite             | Corinthians      |

| Pos. | Jogador        | Clube            |
| ---- | -------------- | ---------------- |
| G    | Marcelo Grohe  | Grêmio           |
| LD   | Galhardo       | Grêmio           |
| Z    | Gil            | Corinthians      |
| Z    | Geromel        | Grêmio           |
| LE   | Douglas Santos | Atlético Mineiro |
| V    | Rafael Carioca | Atlético Mineiro |
| V    | Elias          | Corinthians      |
| M    | Jadson         | Corinthians      |
| M    | Renato Augusto | Corinthians      |
| A    | Luan           | Grêmio           |
| A    | Lucas Pratto   | Atlético Mineiro |